# High Seize
High Seize est un jeu vidéo de tactique au tour par tour développé par RedLynx et édité par Nokia, sorti en 2005 sur N-Gage.

## Accueil
- Jeuxvideo.com : 15/20[1]